# Giovanni del Biondo

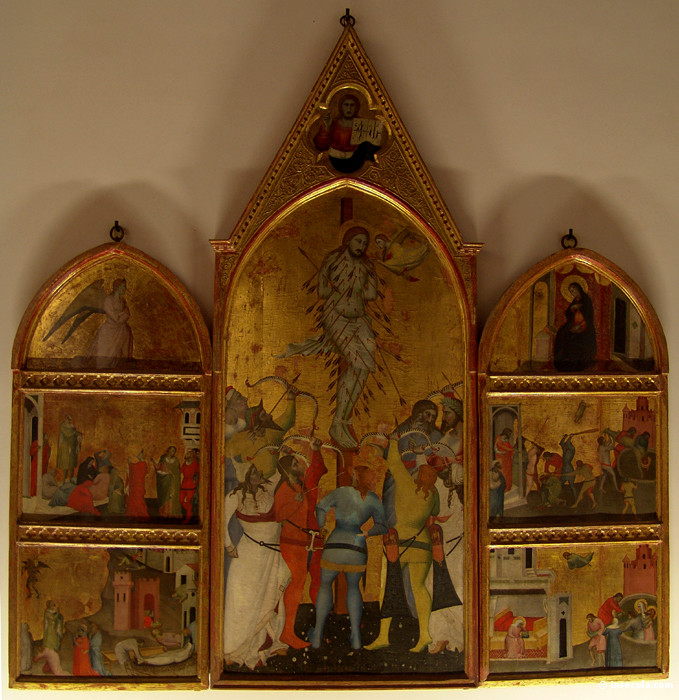
Giovanni del Biondo, Martírio de São Sebastião e Cenas de sua vida, tríptico, painel em madeira, Museo dell'Opera del Duomo, Florença, 1370

Giovanni del Biondo foi um pintor italiano do Gótico e do começo do Renascimento no século XV, ativo de 1356 a 1399. É conhecido principalmente por suas pinturas em painéis. Especializou-se em pitura religiosa. 
A data precisa de seu nascimento ainda é incerta. Segundo registros de impostos, sabe-se que Giovanni del Biondo viveu e creceu em Florença, e morreu em 1339. Pode ter treinado na oficina de Andrea e Nardo di Cione, onde também iniciou sua carreira.

## Trabalho
Suas primeiras obras sobreviventes são afrescos, trabalhos que tem clara influência em Giotto. Mais tarde em sua carreira, começou a fazer pinturas de tempera em painéis. Estes trabalhos possuem influencias de pintores como Ambrogio Lorenzetti, Andrea e Jacopo di Cione e Bernardo Daddi. Quase todas as suas pinturas retratam assuntos religiosos e faziam parte de retábulos de poliposismo em larga escala.
Suas primeiras obras são composições simples e de cores brilhantes, geralmente sem profundidade dimensional. Gradualmente, as imagens de Biondo ganharam ornamentações e detalhes de natureza naturalista. As figuras também se apresentavam de forma mais espontânea. Posteriormente, Bionod atentou-se mais a detalhes de primeiro plano e fundo em suas composições. Criou maior sensação de profundidade, entretanto, as personagens de suas obras ainda seguiam uma estética formal e endurecida.
A idiossincrasias de seu estilo possuem proporções irrefutáveis, características afiadas e esfiantes, além de um forte senso de design. Há apenas duas obras restantes com sua assinatura. Por seu estilo distintivo , foram atribuídos a ele diversos trabalhos em sua confiança.
Seu estilo permaneceu em sua carreira posterior, porém, o uso de assistentes em neste período inferiu em um certa perda da qualidade de seu trabalho.